# 米科拉伊夫斯凱 (諾夫霍羅德-錫韋爾斯基區)
52°15′55″N 33°10′9″E / 52.26528°N 33.16917°E
米科拉伊夫斯凯（烏克蘭語：Миколаївське），是烏克蘭的旧村，位於該國北部切爾尼希夫州诺夫霍罗德-锡韦尔斯基区。面積0.18平方公里，海拔高度182米，2001年人口10。
由于无人居住，2016年7月20日州达拉将此村除名。